# Triosonate
De triosonate is een muzikale vorm uit de barok. Het is een instrumentale compositie voor drie stemmen: twee bovenstemmen en een basso continuo. 
De basso continuo werd in principe door twee instrumenten vertolkt (vaak een cello, viola da gamba of fagot samen met klavecimbel, orgel of theorbe), zodat een triosonate door vier musici wordt gespeeld. Wat de melodiestemmen betreft, hebben de meeste triosonates een typische bezetting voor twee violen. Maar ook andere combinaties komen voor: twee fluiten, twee hobo's, fluit en viool, fluit en hobo, ... Vaak liet de componist het aan de uitvoerders over om te beslissen in welke bezetting zijn sonates werden uitgevoerd. 
De triosonates van Arcangelo Corelli (voor twee violen en basso continuo) gelden als schoolvoorbeelden in het genre. Andere componisten van triosonates zijn bijvoorbeeld Georg Friedrich Händel, Georg Philipp Telemann, Johann Sebastian Bach, Carl Philipp Emanuel Bach, Johann Joachim Quantz, Johann Gottlieb Graun, Antonio Vivaldi, Jean-Marie Leclair, Tomaso Albinoni, Johann Friedrich Fasch, Willem de Fesch.
Wanneer de basso continuo-praktijk na de barok uitsterft, verdwijnt ook het genre van de triosonate. De trio's voor fluit, viool en cello en die voor barytone, altviool en cello van Joseph Haydn kunnen worden beschouwd als late uitlopers van de triosonate.